# モーセの発見 (ヴェロネーゼ、ディジョン美術館)
『モーセの発見』（モーセのはっけん、伊: Il ritrovamento di Mosè, 仏: La découverte de Moïse, 英: The Finding of Moses）あるいは『水から救われるモーセ』（みずからすくわれるモーセ、仏: Moïse sauvé des eaux）は、ルネサンス期のイタリアのヴェネツィア派の画家パオロ・ヴェロネーゼが1580年ごろに制作した絵画である。油彩。『旧約聖書』「出エジプト記」で言及されている生まれたばかりの預言者モーセがナイル川の川岸で救出されるエピソードを主題としている。現在はフランスのディジョンにあるディジョン美術館に所蔵されている。また同主題の作品が多くの美術館に所蔵されている。

## 主題
「出エジプト記」第2章によると、エジプトを統治していたファラオは国内に増え続けるユダヤ人を恐れ、男子が生まれたなら赤子をすべて殺すよう命じた。モーセの実の母ヨケベドはパピルスで編んだ箱に生まれて間もないモーセを入れ、ナイル川の川岸の葦の草むらの中に置いた。そこにエジプトの王女と侍女たちが水浴びに訪れ、モーセを発見すると、王女に仕えていたモーセの姉ミリアムが機転を利かせて乳母を見つけてくると言ってヨケベドを連れてきた。こうしてモーセは母のもとに戻され育てられたという。

## 作品
ヴェロネーゼはナイル川で拾われた赤子のモーセが王女に差し出される場面を描いている。モーセは王女の前でひざまずいた女性に抱き上げられており、ヨケベドと思われる年配の女性は布で赤子を包もうとしている。王女は16世紀のヴェネツィア貴族の間で流行した豪華なドレスや、真珠のネックレスや髪飾りといった宝飾品を身に着けている。ドレスの意匠は複雑で、ボディスに金糸の刺繍が施され、カメオが付けられている。王女は侍女や同時代の典型的なハルバードで武装した衛兵に囲まれている。彼らの中には黒人の召使や矮人の道化師の姿もあり、彼らは一様に王女の方を向いている。背景には川に架かる橋と大都市の風景が見えるほか、物語の異なる場面が異時同図法的に描かれている。画面右の少し離れたところに1人の侍女がしゃがみこんでおり、さらにその画面奥では同一人物と思われる女性がモーセの入れられた籠と思われる物体が浮かんだ川に向かって走っている。これはモーセを発見した侍女か、あるいはモーセの姉ミリアムと考えられる。さらに画面左端の背景では王宮から出てくる人々の姿があり、おそらく王女の一群であろう。同様の異時同図法的な作例はヴェローナのカステルヴェッキオ美術館所蔵の『キリストの哀悼』（Compianto sul Cristo morto, 1548年ごろ）や、ミラノのブレラ美術館所蔵の『キリストの洗礼と荒野の誘惑』（Battesimo e Tentazioni di Cristo, 1580年-1581年ごろ）、ワシントンD.C.のナショナル・ギャラリー・オブ・アート所蔵の『聖ルチアの殉教と最後の聖体拝領』（Il martirio e l'ultima comunione di Santa Lucia, 1585年ごろ）などでも見られる。
モーセの物語を描いた絵画の中でモーセ自身は画面中央に配置されているが、最も目立つ存在というわけではない。その代わり、エジプトの王女が構図の中で最も目を引く人物として描かれている。王女は彼らのうち最も地位が高く、王女のおかげでモーセが救われたため、物語においても重要な人物である。王女の地位の高さは構図でも明確に示されており、ピラミッド型の人物群の中心に配置されている。また彼女のわずかに湾曲した身体は背後の樹木によって延長されているように見え、それが王女の存在感をさらに強めている。色彩も王女を特徴づける要素であり、その肌とドレスの白さによって際立っている。さらに他の人物たちの衣服の配色も人物群の中心である王女の左右にピンク、赤、青がシンメトリックに配置されている。さらに王女は画面を黄金比で分割した非常に特殊な場所に配置されている。ヴェロネーゼはおそらく1509年にヴェネツィアで出版された数学者ルカ・パチョーリの著書『神聖比例論』（Divina proportione）を知っていたのだろう。ルカ・パチョーリは黄金比を神性と関連づけており、ヴェロネーゼはこの比率を使うことで数学的完全性と神性を作品に取り入れようとしたことが考えらえる。
ヴェロネーゼの同主題の絵画は本作品のほかにマドリードのプラド美術館、ナショナル・ギャラリー・オブ・アート、ドレスデンのアルテ・マイスター絵画館、リヨン美術館、ディジョン美術館、トリノのサバウダ美術館、リヴァプールのウォーカー・アート・ギャラリーに所蔵されている。プラド美術館やナショナル・ギャラリーのバージョンが小型かつ縦長の画面であるのに対して、本作品や他の多くのバージョンは両作品と比べてサイズが大きく、横長の画面に描かれている。後者の一連の作品のうち本作品やアルテ・マイスター絵画館、リヨン美術館に所蔵されているバージョンはサイズが異なるものの、その構図はよく似ている。とはいえ、王女がピラミッド型の人物群の中央に配置されていることや、2本生えている樹木のうち1本が王女の身長を延長しているように見える点は多くの作品で一致している。
通常、本作品はヴェロネーゼが深く関与した工房の制作で、より具体的には画家の兄弟のベネデット・カリアリの作品と見なされている。 絵画の上部と下部に約15センチの高さのキャンバスが追加され、画面が拡張されている。

## 来歴
絵画は17世紀にフランスの画家ピエール・ミニャールによって所有されていたことが知られている。これを購入したのがクレキー公爵シャルル3世・ド・クレキーで、所有者が1687年に死去するとフランス国王ルイ14世は未亡人の公爵夫人アンヌ＝アルマンド・ド・クレキーから絵画を購入した。絵画はヴェルサイユ宮殿に置かれたのち、ムードン城、建築監督局に移された。1812年に国有財産の無償譲渡としてディジョン美術館に送られた。

## ギャラリー
他のバージョン

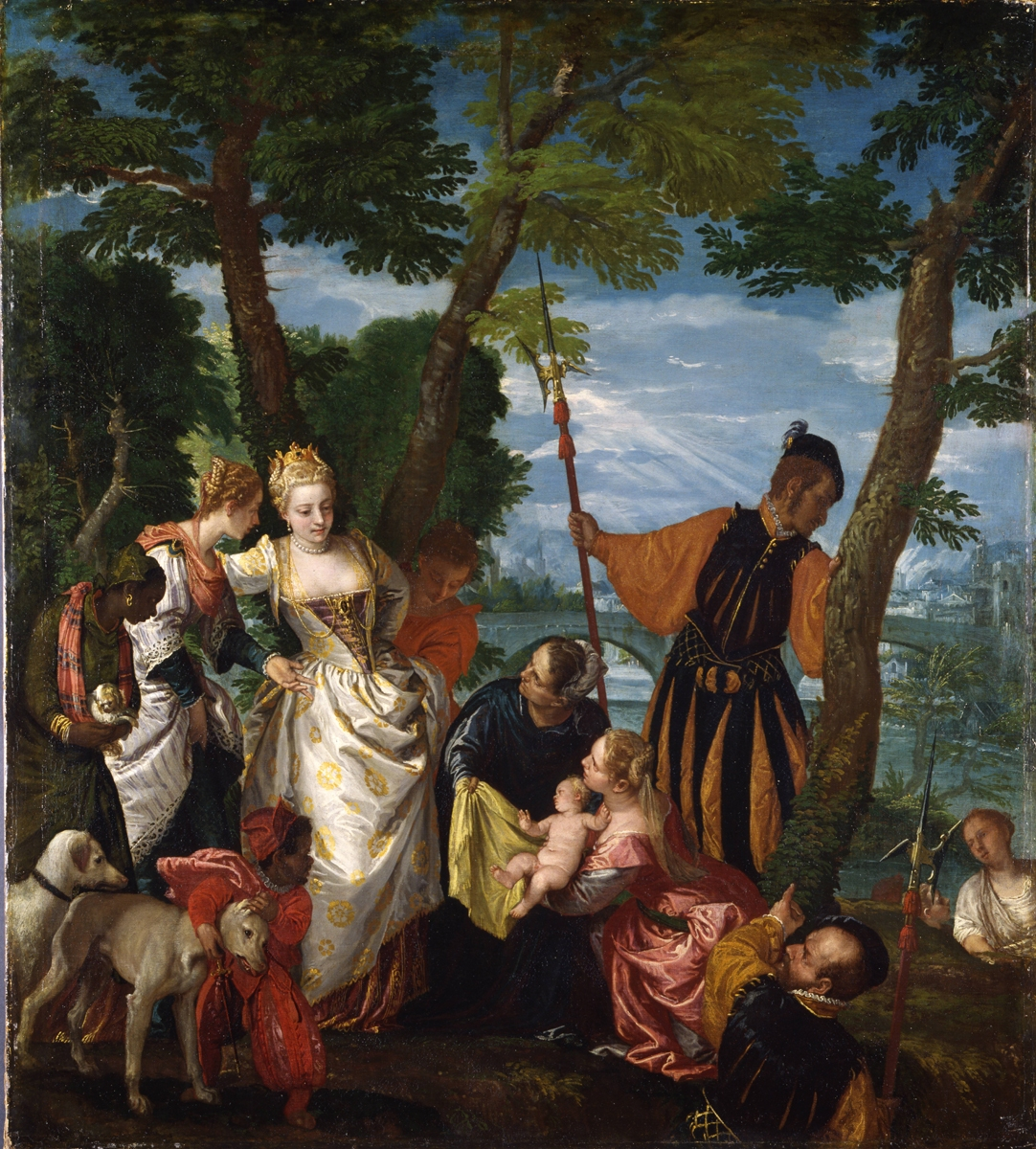
『モーセの発見』1570年-1580年ごろ リヨン美術館所蔵
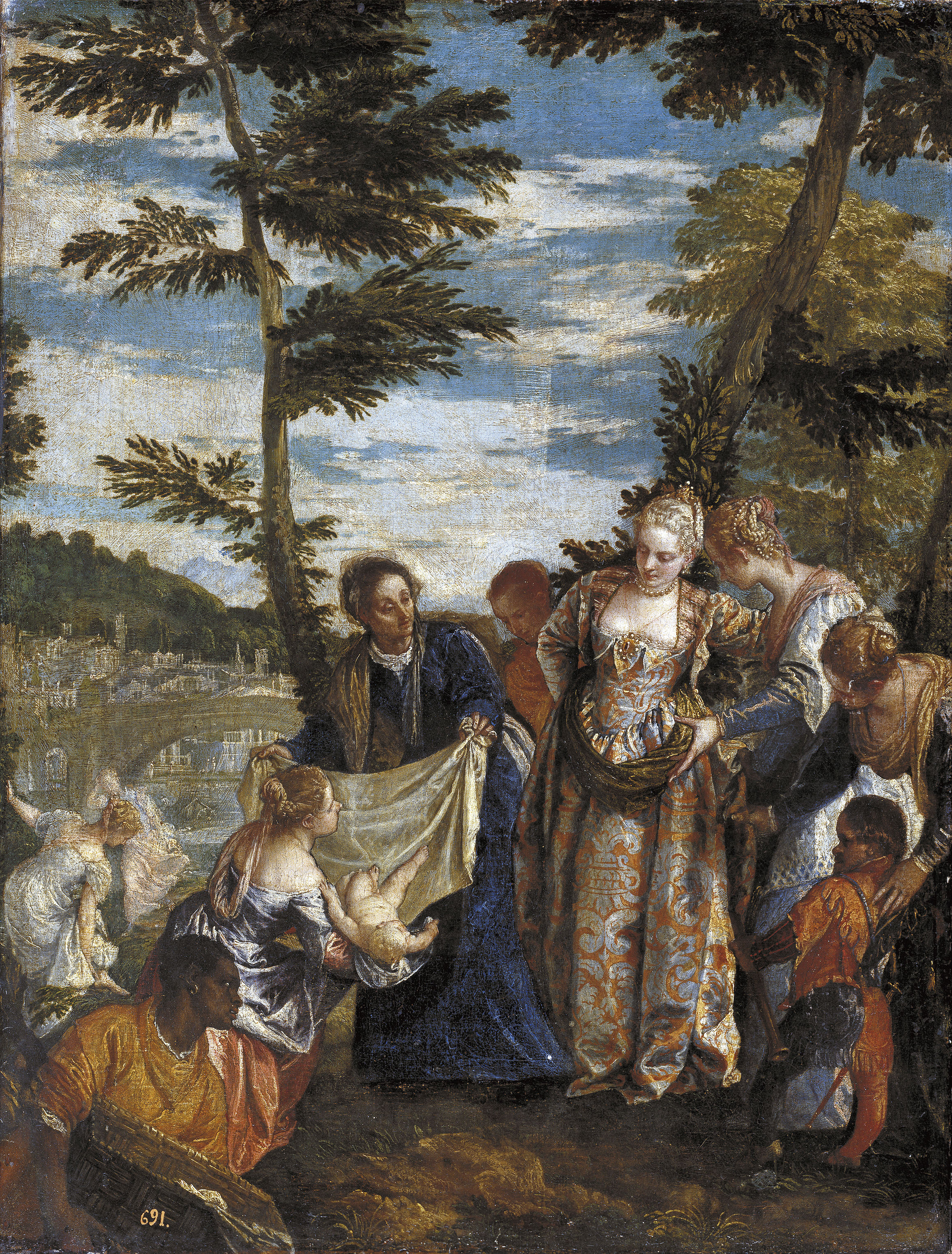
『モーセの発見』1580年ごろ プラド美術館所蔵
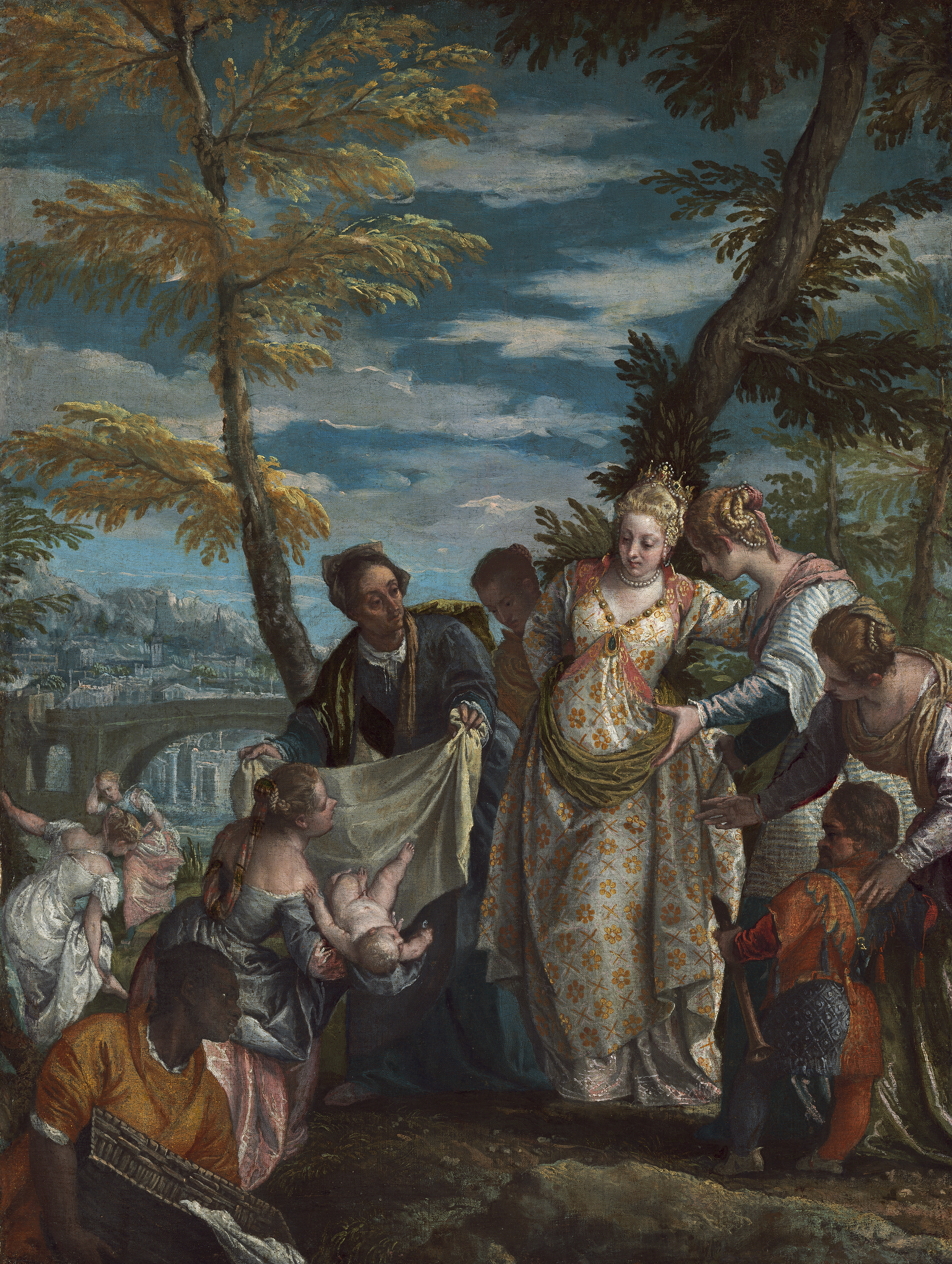
『モーセの発見』1581年-1582年ごろ ナショナル・ギャラリー・オブ・アート所蔵

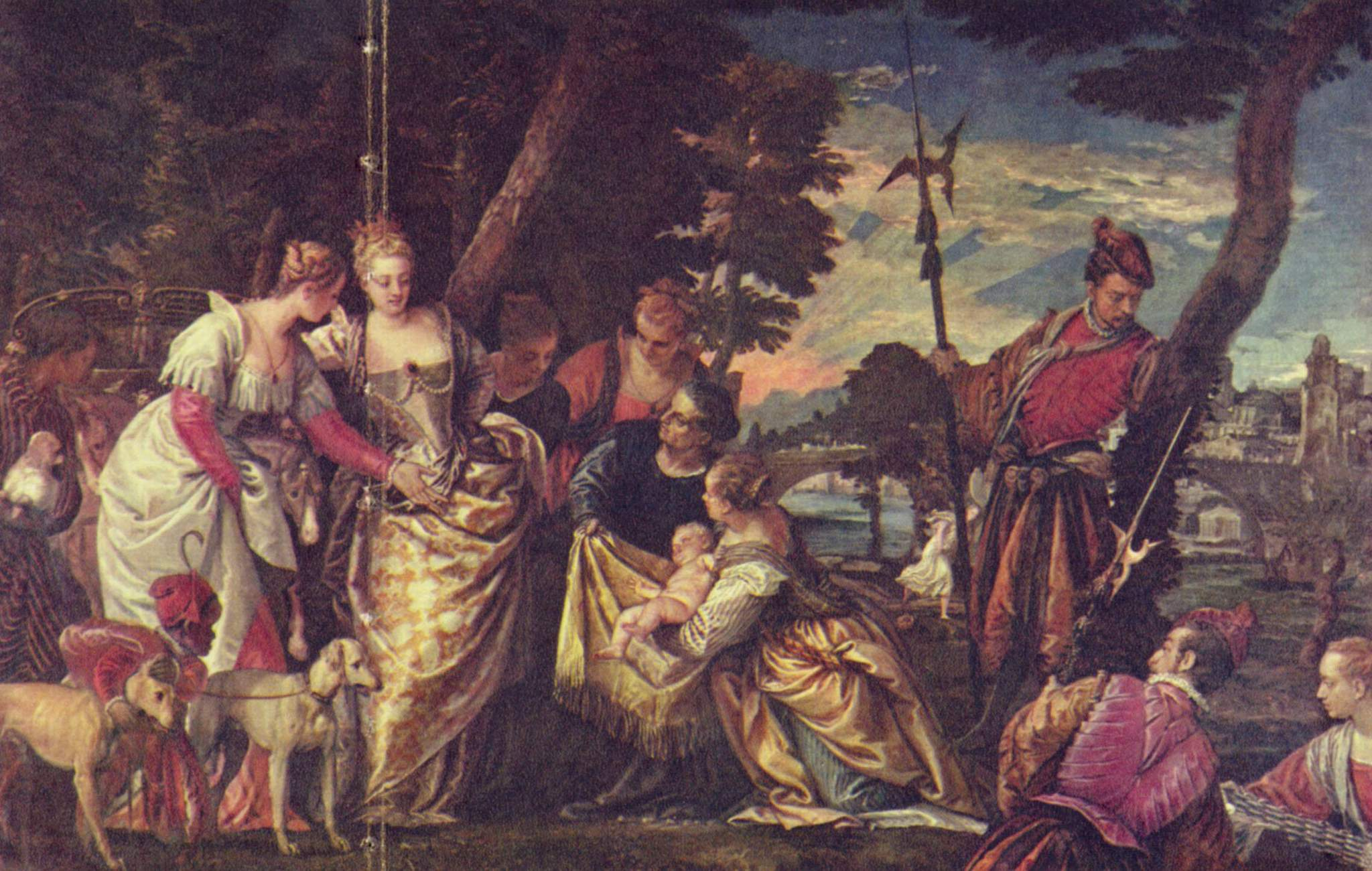
『モーセの発見』1581年-1582年ごろ アルテ・マイスター絵画館所蔵
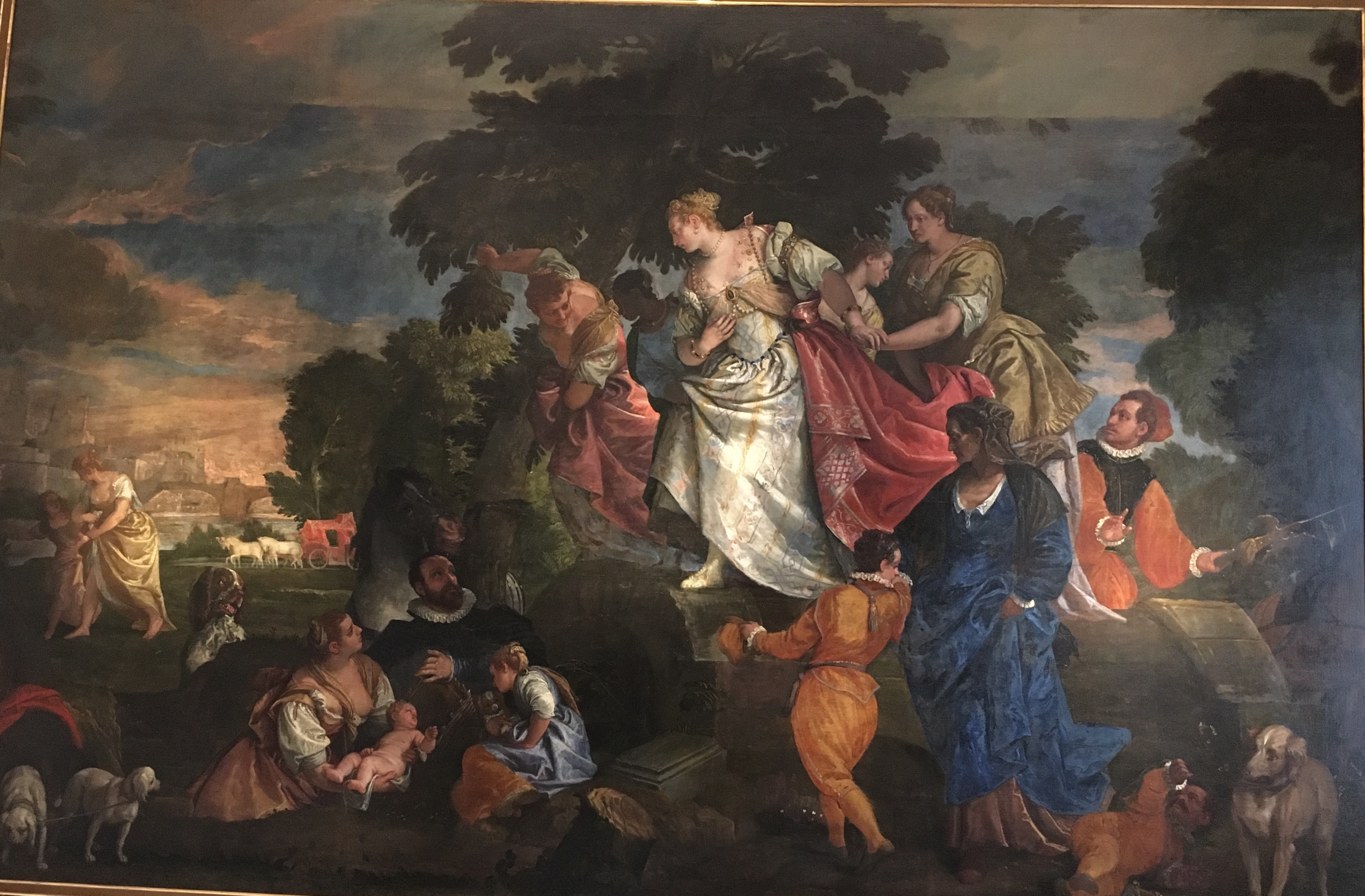
『モーセの発見』1582年ごろ サバウダ美術館所蔵
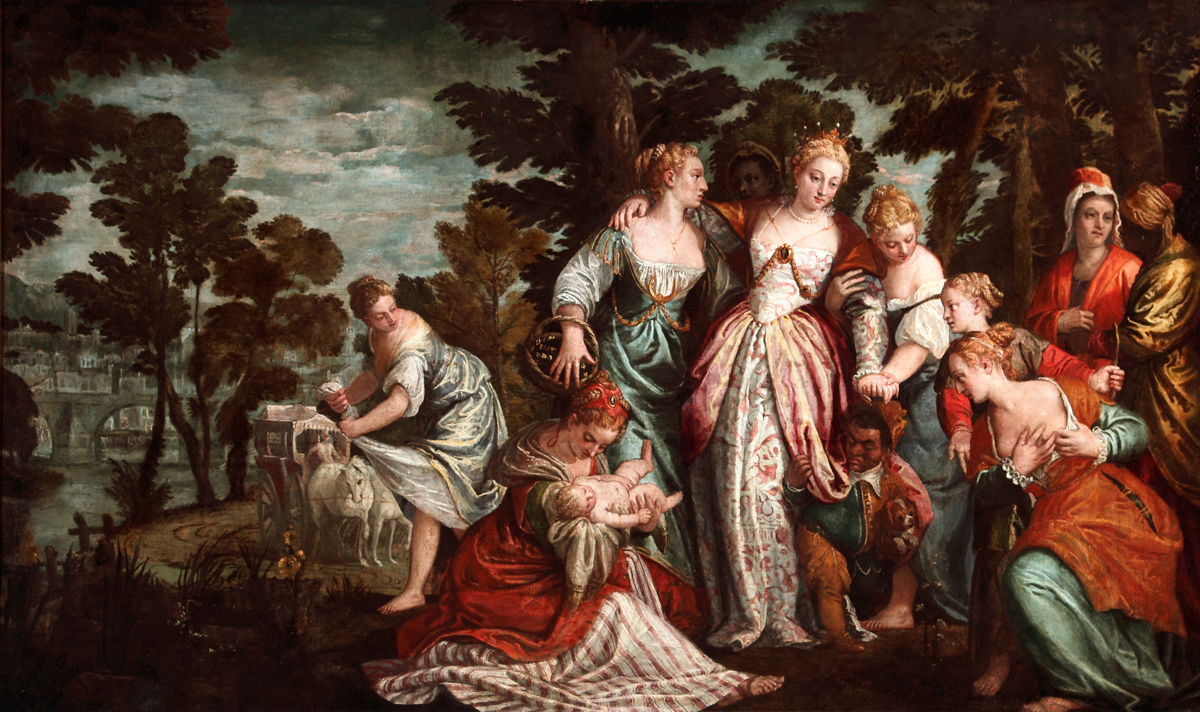
工房作『モーセの発見』1582-1583年ごろ ウォーカー・アート・ギャラリー所蔵